# Rhyticeros
Rhyticeros je rod středně velkých až velkých zoborožců, kteří se vyskytují v lesích jihovýchodní Asie a Šalamounových ostrovů. Název rodu pochází z řeckých rhutis či rhutidos („vráska“) a kenōs („roh“). Zoborožec přílbový byl dříve řazen do rodu Aceros, avšak podle molekulárních dat se jedná o bazálního představitele rodu Rhyticeros. Do rodu Rhyticeros se řadí tyto druhy s následujícím rozšířením:
| Obrázek | Vědecké jméno            | Běžné jméno         | Areál rozšíření                                                         |
| ------- | ------------------------ | ------------------- | ----------------------------------------------------------------------- |
|         | Rhyticeros plicatus      | Zoborožec guinejský | Wallacea a Melanésie                                                    |
|         | Rhyticeros narcondami    | Zoborožec ostrovní  | Narcondam                                                               |
|         | Rhyticeros subruficollis | Zoborožec běloprsý  | Jižní Myanmar, západní Thajsko a severní oblasti Malajského poloostrova |
|         | Rhyticeros undulatus     | Zoborožec střapatý  | Od severovýchodní Indie a Bhútánu přes Zadní Indii po Velké Sundy       |
|         | Rhyticeros everetti      | Zoborožec sumbský   | Sumba                                                                   |
|         | Rhyticeros cassidix      | Zoborožec přílbový  | Sulawesi a přilehlé ostrovy                                             |